# Dendronephthya spinulosa
Dendronephthya spinulosa är en korallart som beskrevs av Gray 1862. Dendronephthya spinulosa ingår i släktet Dendronephthya och familjen Nephtheidae. Inga underarter finns listade i Catalogue of Life.